# Primavera Pro

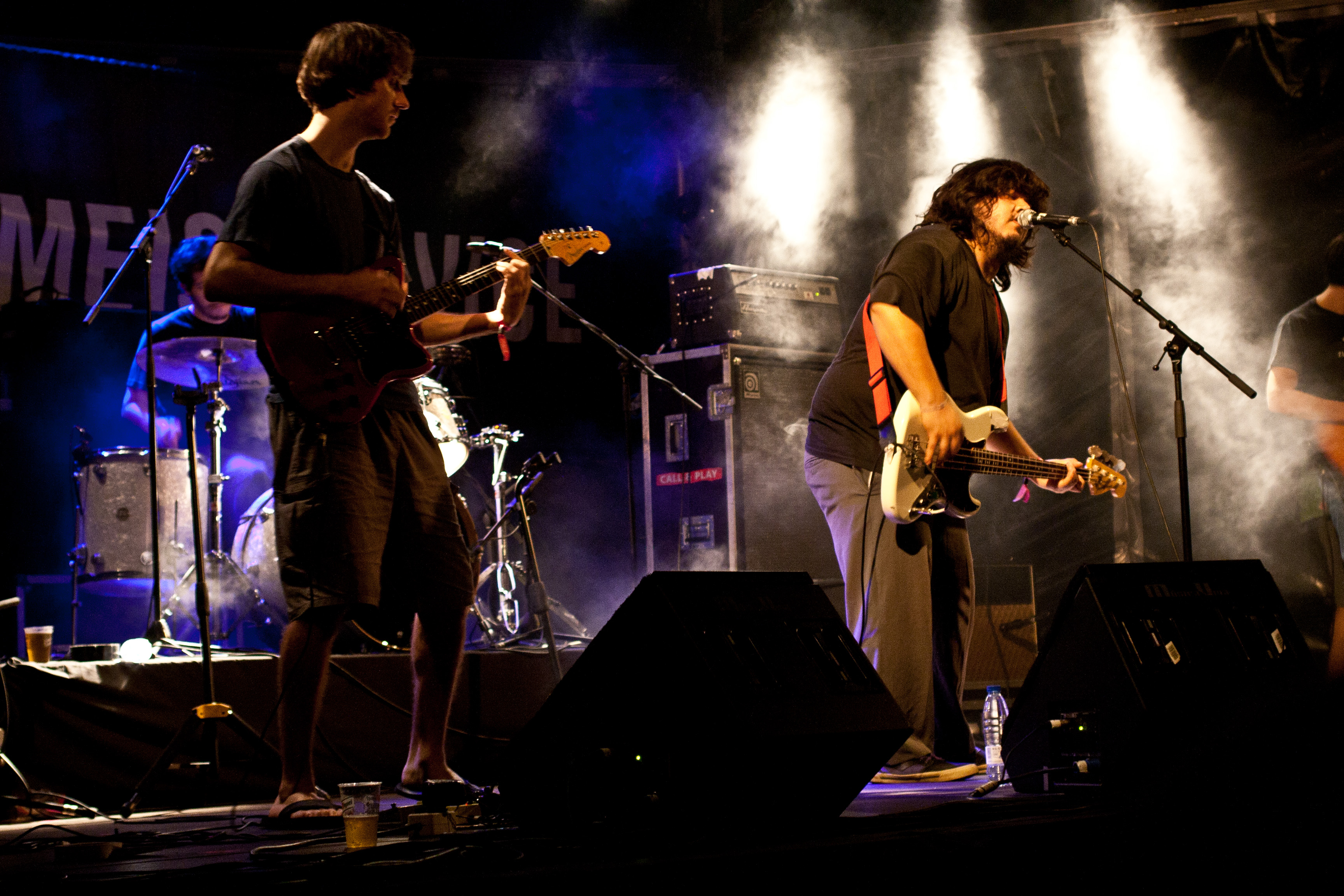
Él Mató a un Policía Motorizado

Primavera Pro es un encuentro internacional dirigido a los profesionales de la industria musical actual, que se celebra en Barcelona durante la semana de Primavera Sound. Durante cinco días se dirime el presente y futuro de la industria de la música con expertos de este ámbito, decenas de grupos emergentes y todas las herramientas necesarias para los profesionales de todo el mundo que asisten a la cita. Es también un enclave para analizar la situación de la industria, entender qué está sucediendo y saber qué depara el futuro y se ha convertido en un punto estratégico de intercambio cultural entre Europa, Norteamérica y los países latinoamericanos.
La cita aglutina actividades de carácter transversal abiertas a los profesionales acreditados, que van desde los debates a las sesiones de networking, pasando por conferencias, talleres, mentoring sessions, showcases y recepciones, con el objetivo de fortalecer el conocimiento de la industria y contribuir a su transformación.
En su edición de 2016 se superaron los 3.500 profesionales acreditados (la mitad de ellos internacionales) y tuvieron lugar 218 actividades y 82 showcases.
Primavera Pro acoge desde 2014 el foro de inversores del negocio musical Primavera Pro Startups, organiza desde 2015 los dos Congresos Internacionales de Salas de Conciertos y de Sellos Independientes junto a las principales organizaciones del sector y desarrolla desde 2016 Primavera Pro On-Screen, una nueva línea de programación orientada a tender puentes entre profesionales del sector audiovisual y el musical.

## Day Pro y Night Pro

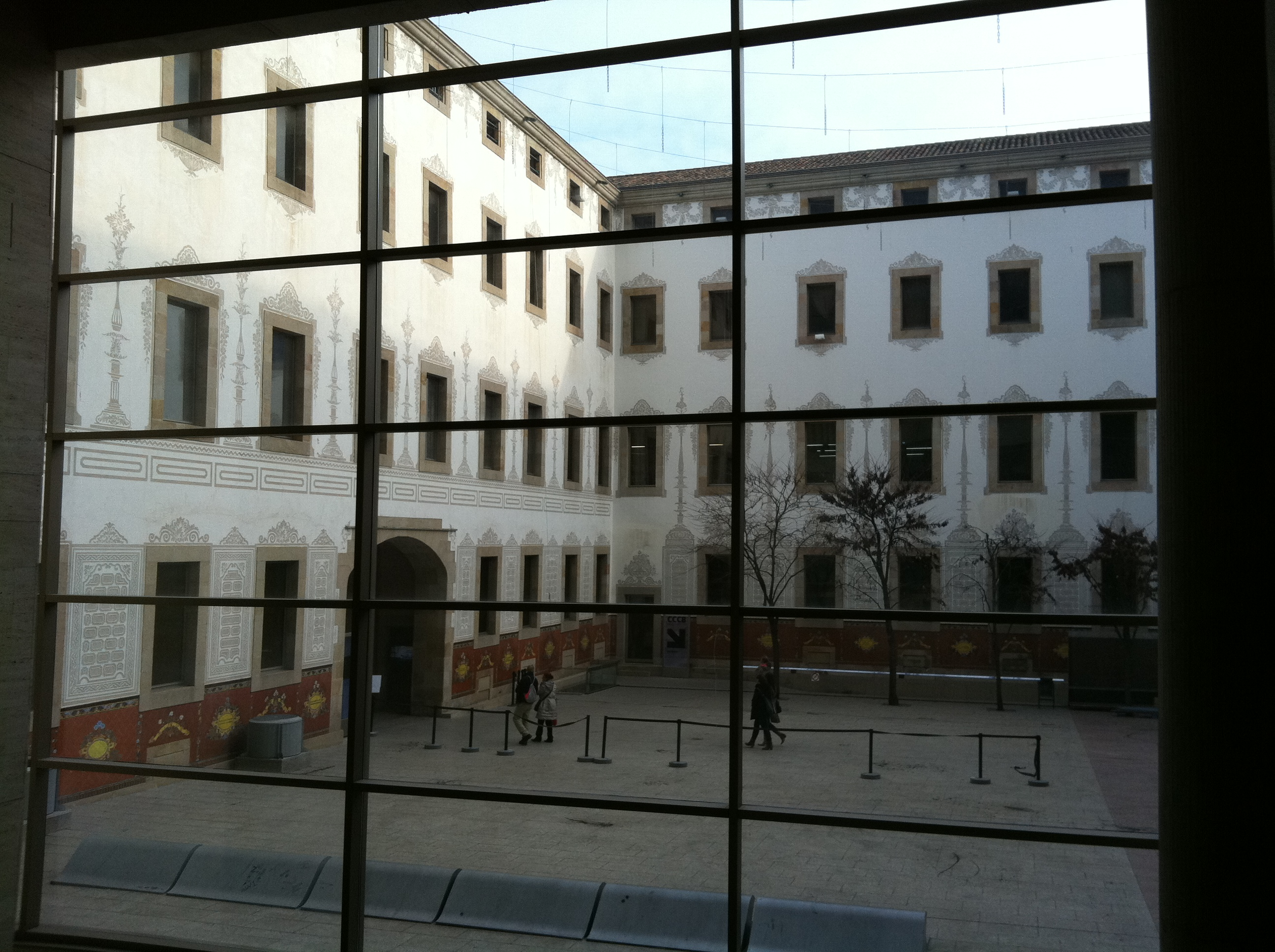
Centro de Cultura Contemporánea de Barcelona

Sus actividades se dividen en dos campos de acción:

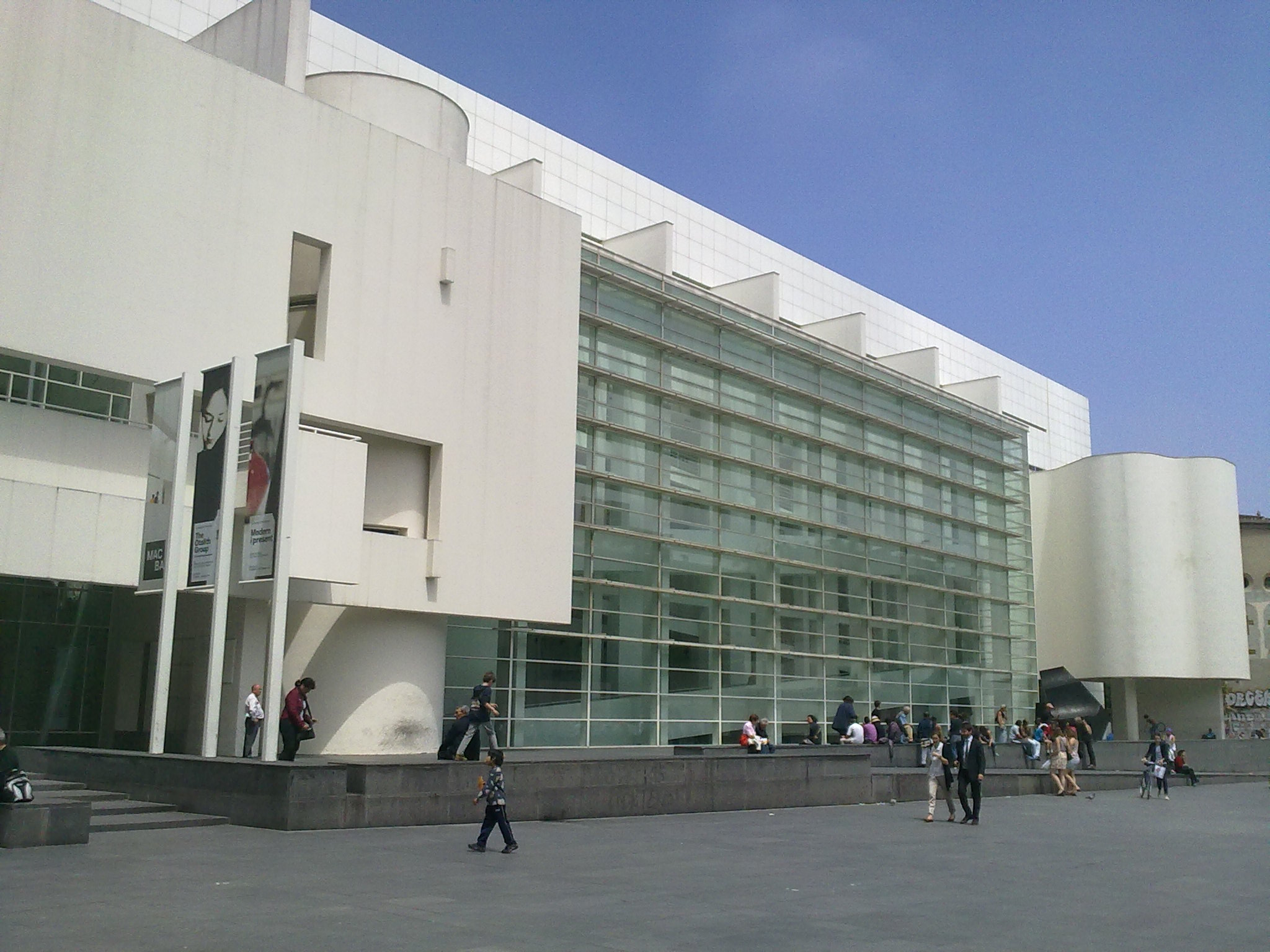
Museo de Arte Contemporáneo de Barcelona

Day Pro: El centro de operaciones diurno se ubica en el CCCB y combina la programación de charlas, talleres y propuestas con la participación de grupos emergentes en un escenario diurno gratuito.
Night Pro: Primavera Pro tiene cabida dentro de la programación de Primavera Sound en el Parc del Fòrum (recinto principal del festival) con un escenario propio y abierto al público del festival, por el que desfilan todas las bandas participantes en el encuentro. También dispone del área Night Pro, exclusiva para los profesionales acreditados y al borde del mar Mediterráneo.

## Destinatarios
- Agentes y representantes de artistas nacionales e internacionales.
- Promotores de conciertos y organizadores de festivales y eventos musicales.
- Profesionales de la industria discográfica, compañías independientes y multinacionales, distribuidoras y tiendas de discos.
- Ferias, festivales y salas de conciertos.
- Agencias de comunicación y prensa especializada en áreas de música, cultura, informática, multimedia, e Internet.
- Responsables de áreas de cultura y espectáculos de entidades públicas, oficinas de exportación de la música y organizaciones para la difusión de la música en el ámbito internacional.